# Heinrich Barth

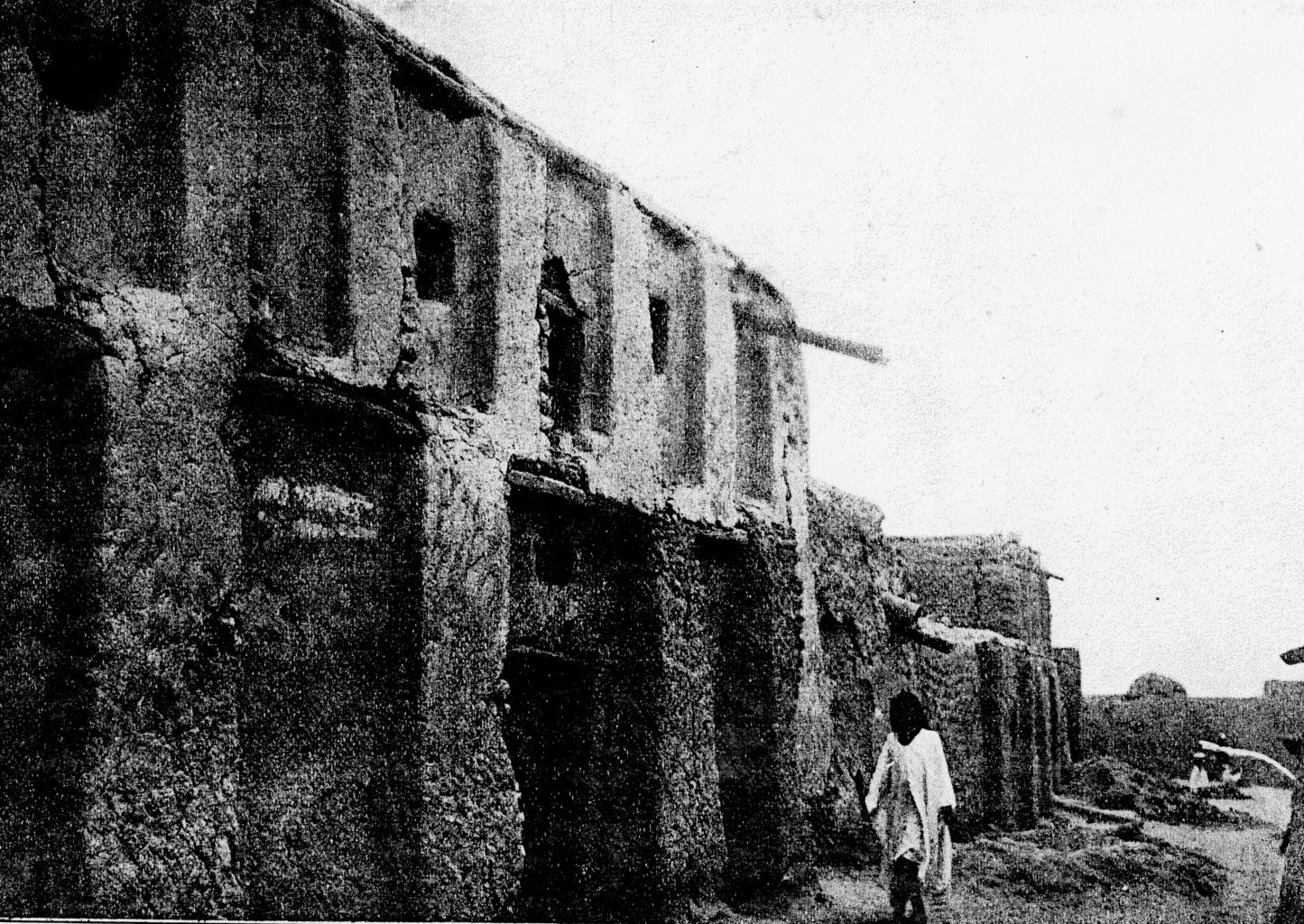
Dom Bartha w Timbuktu

Henrich Barth (ur. 16 lutego 1821 w Hamburgu, zm. 25 listopada 1865 w Berlinie) – niemiecki geograf, archeolog i podróżnik; poliglota.
Pochodził z zamożnej rodziny kupieckiej. Od roku 1838 studiował geografię i archeologię na Uniwersytecie Berlińskim, gdzie w 1844 roku obronił doktorat pt. Corinthiorum commercii et mercaturae historiae particula. Studiował również arabistykę w Londynie. Doskonale znał język angielski, arabski, łacinę, dobrze francuski i hiszpański. W młodości wiele podróżował. Zwiedził Bliski Wschód i kraje Afryki Północnej. W roku 1848 został – mimo młodego wieku – profesorem archeologii na macierzystej uczelni. 
W październiku 1849 roku otrzymał list od Carla Rittera, którym znany geograf powiadamiał go, że został wytypowany do udziału w drugiej wyprawie Jamesa Richardsona do Afryki. Wyprawę finansował rząd brytyjski, a jej celem miało być nawiązanie stosunków z królestwem Bornu leżącym na południowy zachód od jeziora Czad.   
W grudniu Barth i inny uczestnik wyprawy, niemiecki geolog i astronom Adolf Overweg, udali się do Trypolisu celem przygotowania podróży przez Saharę. Kupili 20 wielbłądów oraz kilka worków muszli kauri, będących w Afryce w tamtych czasach środkiem płatniczym. W końcu marca 1850 roku przybył Richardson, który już przedtem był w Afryce i dotarł aż do oazy Ghat, więc uchodził za znawcę terenu. Teraz droga wiodła do Murzuku w Fazzanie przez bezwodną hamadę, a następnie do Ghat, gdzie ich karawana dotarła 18 lipca.
Stamtąd udali się w stronę wyżyny Aïr i zatrzymali by przeczekać porę deszczową, co Barth wykorzystał by zwiedzić pobliskie miasto Agadez, kiedyś wielki ośrodek handlowy, konkurencyjny dla Timbuktu. Po powrocie do grupy doszło między Niemcem a Anglikiem do sprzeczki, w wyniku której nastąpiło rozstanie. Co się rzeczywiście stało – nie wiadomo. Richardson zmarł dwa miesiące później, Overweg też nie przeżył wyprawy, a Barth w swoich zapiskach jest wyjątkowo oszczędny. Napisał, że umówił się z Richardsonem na spotkanie 1 kwietnia 1851 roku w stolicy królestwa Bornu, Kukawie, bo postanowili z Overwegiem udać się do Kano w dzisiejszej Nigerii. Dotarli tam jako pierwsi biali w ostatnich dniach stycznia.
Po przybyciu do Kukawy okazało się, że Richardson zmarł z wyczerpania, więc przywództwo ekspedycji przejął Barth. Od jesieni 1851 do połowy 1852 roku obaj niemieccy podróżnicy podejmowali cztery wyprawy w rejon jeziora Czad. We wrześniu tego roku Overweg, któremu Barth zlecił opłynięcie jeziora, zachorował i zmarł na malarię, więc Barth, który bardzo odczuł śmierć współziomka, kontynuował badania samotnie. Mimo poważnych kłopotów finansowych (miał tylko 5000 kauri, a był winien swoim tragarzom i przewodnikom 750 000) dotarł do rzek Niger i Benue, miał zamiar przejść cały kontynent i dotrzeć do Zanzibaru, ale władze brytyjskie zleciły mu eksplorację środkowego biegu Nigru i dotarcie do Timbuktu. Przyznały także poważne środki pieniężne, co rozwiązało problemy z finansowaniem wyprawy. 
Udający Araba Barth przybył do Timbuktu 7 września 1853 roku i przebywał tam do 18 marca 1854 (nie z własnej woli; przetrzymywał go tam miejscowy szejk). Wprawdzie byli tam przed nim Alexander Gordon Laing i René-Auguste Caillié, ale dopiero on zbadał dokładnie miasto i raz na zawsze obalił mity o jego bogactwie i pięknie, które – mimo relacji Caillié'go – utrzymywały się jeszcze w Europie. W drodze powrotnej do Kukawy spotkał ekspedycję ratunkową wysłaną na jego poszukiwania. Na jej czele stał inny niemiecki badacz Afryki, Eduard Vogel. Do Londynu przybył 6 września 1855 roku, po pięciu latach badań wnętrza Afryki. Tam premier Palmerston poinformował go, że królowa odznaczyła go Orderem Łaźni. W roku następnym otrzymał złoty medal brytyjskiego Królewskiego Towarzystwa Geograficznego. 
Na przełomie lat pięćdziesiątych i sześćdziesiątych Barth odbył jeszcze ekspedycję naukową do Grecji i Turcji. W międzyczasie, w 1859 r. odwiedził również Tatry, które bardzo mu się spodobały, a Dolinę Małej Zimnej Wody uznał za jedną z najpiękniejszych górskich dolin świata. W roku 1863 otrzymał tytuł profesora nadzwyczajnego geografii Uniwersytetu Berlińskiego, ale członkostwa w Pruskiej Akademii Nauk nie uzyskał, co mocno zaważyło na jego psychice. Mimo to uważa się go za jednego z największych geografów i podróżników niemieckich.